# ويليام ستيوارت (سياسي)
ويليام ستيوارت (بالإنجليزية: William Stewart)‏ هو سياسي بريطاني (وحمل سابقاً جنسية المملكة المتحدة لبريطانيا العظمى وأيرلندا)، ولد في 1868، وتوفي في 14 مايو 1946. حزبياً، نشط في حزب ألستر الوحدوي. في الانتخابات العامة في المملكة المتحدة 1929 ‏، انتخب عضو برلمان المملكة المتحدة الـ35 عن دائرة بلفاست الجنوبية (30 مايو 1929 – 7 أكتوبر 1931) وفي الانتخابات العامة في المملكة المتحدة 1931 ‏، انتخب عضو برلمان المملكة المتحدة الـ36 عن دائرة بلفاست الجنوبية (27 أكتوبر 1931 – 25 أكتوبر 1935) وفي الانتخابات العامة في المملكة المتحدة 1935 ‏، انتخب عضو برلمان المملكة المتحدة الـ37 عن دائرة بلفاست الجنوبية (14 نوفمبر 1935 – 15 يونيو 1945).